# Werner Preißing
Werner Preißing (* 1947 in Rosenheim) ist ein deutscher Fachbuchautor und Unternehmer-Berater. Er betreibt in Mainz das Büro für Innovationsforschung. Preißing arbeitet als Freier Architekt, Systemanalytiker, Autor zahlreicher Fachpublikationen, Dozent für Innovationsmanagement, Logistik und Systemanalyse, Berater und Coach für strategische Unternehmensentwicklung und Nachfolgemanagement.

## Leben
Werner Preißing begann seine akademische Laufbahn von 1968 bis 1973 mit dem Studium der Volkswirtschaft und Architektur an der Universität Stuttgart mit Abschluss Diplom-Ingenieur. 1977 wurde er an der Universität Stuttgart promoviert.
Er widmete sich als Freier Architekt neben seiner Planungstätigkeit im Hochbau zunächst der Systemanalyse und entwickelte Verfahren zur Analyse und Beratung von Architektur- und Ingenieurbüros. Seine Tätigkeit (1973 bis 1979) als Systemanalytiker beim RIB Rechen- und Entwicklungsinstitut für EDV im Bauwesen, Stuttgart, konzentrierte sich auf EDV-Forschung und Entwicklung im Bauwesen. 1979 bis 1980 wurde er Partner im Büro für angewandte Mathematik BAM in Stuttgart. Parallel gründete Preißing 1979 ein Planungs- und Beratungsbüro. Hinzu kam 1980 ein eigenes Architekturbüro. 1981 die Gründung des „Büro für Innovationsforschung BfI“ in Mainz. 1994 bis 1997 ist er Präsident der Vereinigung freischaffender Architekten (VfA). 1999 gründet er die Dr.-Ing. Preißing AG, Filderstadt Unternehmerberatung für Architekten und Ingenieure. 2003 initiierte er gemeinsam mit der Steinbeis-Hochschule Berlin den Aufbaustudiengang Master of Business Administration (MBA) Architekturmanagement; den er gemeinsam mit seinem Sohn Andreas (* 1973) als Projektmanager mit betreut. 2007 gründete Preißing zusammen mit Ursula Bertram (* 1952) das Zentrum für Kunsttransfer ID factory an der Universität Dortmund und 2019 die ID factory France. Seit 2018 ist er Vorsitzender des Aufsichtsrats der Dr.-Ing. Preißing AG.
Lehrtätigkeiten:
- 1981 bis 1985 Lehrauftrag an der Fachhochschule für Technik in Stuttgart im Fachbereich „Wirtschaftliche Planung, Bauorganisation“.
- 2000 bis 2003 Lehrauftrag an der Fachhochschule Nürtingen zum Thema „Betriebswirtschaft und Projektabwicklung“.
- 2002 Gastdozent an der Universidad, de Los Andes (ULA), Merida, Venezuela an der Fakultät für Ingenieurwesen.
- 2003 Aufbau und Leitung des Studiengangs MBA Architekturmanagement an der Steinbeis - Hochschule Berlin.
- 2003 TU Dortmund, Fachbereich Kunst und Fachbereich Maschinenbau, creative economy, Projekt factory, fachübergreifende Seminare.
- 2004 TU Berlin Institut für Bauökonomie, Unternehmensgründung.
- 2008 Hochschule Esslingen, Lehrauftrag Entrepreneurship „Kreativtraining“, zusammen mit Ursula Bertram.
- Referent bei Seminarveranstaltungen für Fort- und Weiterbildungseinrichtungen der Architekten- und Ingenieurkammern.
- Atelier und Denkwerkstatt in Finistere, Frankreich, Unternehmer- und Tutorenseminare für performative Unternehmenskunst.

## Auszeichnungen
- 1973 Preis der Freunde der Universität Stuttgart für besondere wissenschaftliche Leistungen.
- "Ausgewählter Ort 2012" zusammen mit der ID factory, TU Dortmund.

## Projekte / Entwicklung / Forschung
- Visual Thinking: Dreidimensionale Bildsprache, zur Analyse und Lösung von Probleme.Visual Thinking ist eine Denkmethode, die auf Systemanalyse, Gehirnforschung, Philosophie und Visualisierungstechniken basiert. Preißing hat eine Bildsprache entwickelt, die an natürliche Vorgänge im Gehirn angelehnt ist. Stichwort: Denken in Bildern.

- 1985 Verfahren zur Wertermittlung von Architektur- und Ingenieurbüros, Statuswert, Renditewert, Tendenzlinienwert (Basiszyklenforschung)
- 1996 Simulationssystem zum Leistungsfluss im Unternehmen, Erla P., Visual Management.
- seit 2002 Kunst-Transfer-Management, Projekt mit Ursula Bertram.
- 2004 Balance-Profi, Verfahren zur Personalanalyse.
- seit 2007 Seminare und Vorträge zum Thema Visual Thinking, Kunsttransfer an der TU Dortmund mit Kunst- und Management Studenten.
- 2017 Vortrag und Workshop an der UFMG, Belo Horizonte, Brasilien.
- 2018 Konferenz „Kreativität und Innovationsfähigkeit, Visual Thinking“ an der China Soong Ching Ling Foundation, Beijing und Tianjin.
- 2020 Simulationssystem zur Pandemie-Forschung

## Publikationen (Auszug)
- „Visual Thinking“, Probleme lösen mit der Faktorenfeldmethode, Haufe Verlag, Freiburg 2008, ISBN 978-3-448-08739-0
- „Navigieren im offenen System“, Ursula Bertram, Werner Preißing, Container Verlag, Filderstadt, 2. Auflage 2007, ISBN 978-3-938408-06-3
- „Erdhörnchen und Luftwesen, Der richtige Mitarbeiter am richtigen Platz“, Container Verlag, Filderstadt 2007, ISBN 978-3-938408-05-6
- „Wertermittlung von Architektur- und Ingenieurbüro“, Container Verlag, Filderstadt 2005, ISBN 3-938408-01-4
- „Architekturstudium und dann?“, Birkhäuser – Verlag für Architektur, Basel 2003, Fachverlagsgruppe Bertelsmann Springer, Gütersloh, ISBN 3-7643-6974-4
- „Gründung eines Architektur- oder Ingenieurbüros“ (zweite, überarbeitete Auflage), Verlag Rudolf Müller, Köln 2002, ISBN 3-481-01426-0
- „Grundzüge eines Neuronalen Managements“, Verlag Praktisches Wissen, Offenburg 2000, ISBN 3-938408-00-6
- Hans Rudolf Sangenstedt (Herausgeber), „Rechtshandbuch für Architekten und Ingenieure“, Verlag C.H. Beck, München 1999, ISBN 3-406-43626-9
- „Das neue Praxis-Handbuch für Architekten und Ingenieure von A–Z“, Verlag Praktisches Wissen, Offenburg 1994, ISBN 3-929397-30-7
- „Gründung, Status, Wert“, Kohlhammer Verlag, Stuttgart 1988, ISBN 3-17-009648-6
- „Die wirtschaftliche Führung des Architekturbüros“, Kohlhammer Verlag, Stuttgart 1987, ISBN 3-17-009166-2